# Хортицкий район

1. Александровский (быв. Жовтневый) 2. Заводский 3. Коммунарский 4. Днепровский (быв. Ленинский) 5. Вознесеновский (быв. Орджоникидзевский) 6. Хортицкий 7. Шевченковский

Хо́ртицкий райо́н (укр. Хо́ртицький райо́н) — район украинского города Запорожье, располагающийся на правом берегу Днепра. Также встречается вариант названия Хортицко́й район. Неофициальное название — Бабурка (неподалёку расположено село с одноимённым названием, так же эту местность назвали Бабуркой, в честь козака Бабуры, завоевавшего эту местность). Сейчас переименовали многие улицы, так была улица Жукова, а стала Козака Бабуры.
Соседствует с правобережной частью Днепровского района, а с левобережной частью города связывается мостами Преображенского, имеющими автомобильные и железнодорожные путепроводы.
Хортицкий район является самым молодым районом Запорожья, он был выделен из Ленинского (ныне — Днепровский) района в 1995 году. На протяжении многих лет он остаётся городским районом с наиболее благоприятной экологией

## Описание
Официальное название Хортицкому району было присвоено, как вновь образованному, в 1995 г. району г. Запорожье. С юга и юго-запада район ограничен железной дорогой, идущей через Марганец и Никополь на Кривой Рог. В западной части массива — промышленная зона. На севере граничит с Верхней Хортицей. На востоке имеется крутой спуск к Старому Днепру с видом на остров Хортица (сам остров не входит в Хортицкий район), отделяющий его от центра и крупных металлургических комплексов.
Код КОАТУУ — 2310137300.

## Границы района
- От железнодорожного моста через Старый Днепр, вдоль оси реки до насосной станции «Горводоканала» (район Нижней Хортицы).
- Вдоль границы правобережной части города до пересечения с железнодорожной веткой «станция им. Анатолия Алимова (Запорожье-Малое) — Никополь».
- От перекрёстка с железнодорожной веткой «станция имени Анатолия Алимова — Никополь» вдоль границы земельного запаса (в черте Хортицкого района) Долинского сельсовета в обратном направлении до пересечения с железнодорожной веткой «станция имени Анатолия Алимова — Никополь».
- По железнодорожной ветке «станция имени Анатолия Алимова — Никополь» до пересечения с лесополосой и створки с лесополосой до пересечения её с Хортицким шоссе.
- По Хортицкому шоссе до перекрёстка с линией высокого напряжения и до перекрестка её с балкой Щавелевой
- По балке Щавелевой до пересечения с осью Старого Днепра
- По оси Старого Днепра до железнодорожного моста через Старый Днепр.

Протяжённость с запада на восток — 7,6 км, с севера на юг — 5,4 км. По данным на начало 2006 года жилой фонд района составлял 339 жилых домов: 44393 квартиры общей площадью 2448300 м².

## История
В 1772 г. для защиты от врага из Запорожской Сечи были выделены посты на границе, один из которых при «полковнике Иване Бабуре и двух старшинах да двести человек казаков пароконных» стоял против острова Хортицы. После ликвидации Сечи И.Бабура перешёл на службу в российскую армию и в 1777 году получил в качестве ранговой дачи 2882 десятины земли. С того времени балка стала называться Бабурской, а речка — Бабуркой. В 1803 г. здесь поселились меннониты и основали колонию Бурвальд.
В 1960-х годах было принято решение о строительстве крупного жилого массива вдалеке от металлургических заводов. Современная застройка степи между селом Бабурка и Верхней Хортицей началась в 1969 году (архитектор Н. Булахов, С. Шестопал и др.) Первоначально жилмассив входил в состав Ленинского района. В 1995 году Верховным Советом Украины было одобрено решение о создании в Запорожье Хортицкого района, а городской совет утвердил его границы. Главой Хортицкой районной администрации был назначен Александр Гофман.

## Население
На 1 мая 2012 г. наличное население района — 117 630 человек, постоянное население — 117 871 человек
Коэффициент смертности в 2010 г. составил 12,6 ‰, коэффициент рождаемости 8,6 ‰.

По данным Переписи 2001 г. уровень образования был таков:
| Образование          | Процент населения |
| -------------------- | ----------------- |
| Высшее               | 16,4 %            |
| Незаконченное высшее | 18,7 %            |
| Среднее              | 39,4 %            |
| Неполное среднее     | 11,5 %            |
| Начальное            | 9,3 %             |
| Другое образование   | 4,8 %             |

### Языковой состав
Родной язык населения по данным переписи 2001 года:
| Язык       | Численность, чел. | Доля     |
| ---------- | ----------------- | -------- |
| Украинский | 52 565            | 42,88 %  |
| Русский    | 69 293            | 56,53 %  |
| Другое     | 717               | 0,59 %   |
| Итого      | 122 575           | 100,00 % |

## Транспортная проблема (по состоянию на 2023 год решена)
Район соединён с левобережной частью города путепроводом через остров Хортица (первый мост с правого берега до о. Хортица, второй — с о. Хортица на левый берег р. Днепр). Также существует сообщение с Верхней Хортицей по Хортицкому шоссе, а через неё по плотине ДнепроГЭСа с центром города. По состоянию на 2014 год рядом с мостами Преображенского ведётся строительство новых автомобильных мостов через оба русла р. Днепр.

## Улицы района
На территории района насчитывается 2 проспекта, 19 улиц и 1 бульвар. В 2016 году ряд улиц были переименованы решениями горсовета выполняя распоряжение главы областной государственной администрации.
- ул. Воронежская;
- ул. Героев 93-й бригады — переименована в 2016 г. в честь Героев 93-й отдельной механизированной бригады Вооружённых Сил Украины.[6] Ранее называлась ул. Гудыменко в честь Ивана Евгеньевича Гудыменко (1898—1941), участника Гражданской войны, активного строителя Советской власти на Украине, до Великой Отечественной войны работавшего заместителем начальника ЖКВ завода «Днепроспецсталь» и погибшего 18 августа 1941 г. при обороне Запорожья. Ранее также называлась ул. Эстафетной;
- ул. Доблестная;
- ул. Дорошенко — названа 20 октября 1990 г. в честь Петра Дорофеевича Дорошенко (1627—1698) гетмана Украины (1665—1676);
- ул. Василия Сергиенко — переименована в 2016 г. в честь журналиста Василия Николаевича Сергиенко, активно участвовавшего и убитого во время Революции Достоинства. Ранее называлась ул. Заднепровская в честь Дважды Краснознамённой Заднепровской дивизии, сформированной в 1919 г. из рабочих и крестьян Екатеринославской и Таврической губерний и принимавшей участие в боях против петлюровцев и деникенцев;
- ул. Запорожского Казачества — названа 20 октября 1990 г. в честь 500-летия украинского казачества и Запорожской Сечи. Ранее называлась ул. Макаровской, а затем (до 20 октября 1990 г.) — ул. Ворошилова (в честь К. Е. Ворошилов).
- проспект Инженера Преображенского — ранее проспект Советский (4 марта 1976 — до 2016)[9];
- ул. Испытателей — названа 23 марта 1989 г.;
- ул. Казака Бабуры — до 2016 г. называлась ул. Жукова (была названа в честь Георгия Константиновича Жукова (1896—1974), маршала и четырежды Героя Советского Союза);[10]
- ул. Калнышевского — названа 20 октября 1990 г. в честь Петра Ивановича Калнышевского (1691—1803), последнего кошевого атамана Запорожской Сечи;
- ул. Курузова — названа 28 июля 1988 г. в честь Николая Гордеевича Курузова (ум. 1984), младшего лейтенанта, разведчика 3-го Украинского фронта, в ноябре 1943 г. проявившего мужество и героизм при спасении плотины ДнепроГЭСа. Полное название — ул. Н. Г. Курузова. Ранее называлась ул. Турбинной;
- ул. Лахтинская — названа 5 марта 1970 г. в честь дружбы и сотрудничества городов-побратимов (с 1953 г.) Лахти и Запорожье;
- ул. Малая Железнодорожная — названа в декабре 2008 г., до этого — ул. Железнодорожная станции «Днепрострой-2»[11].
- ул. Маршала Судца — названа 30 сентября 1983 г. в честь Владимира Александровича Судца (1904—1981) маршала авиации (c 1955 г.) и Героя Советского Союза, принимавшего участие в освобождении Запорожья в октябре 1943 г.;
- ул. Сорочинская — названа 27 апреля 2023 г.[12], до этого, с 6 июля 1972 г., — Новгородская[13];
- ул. Новостроек — названа 23 ноября 1978 г.;
- ул. Рубана — названа 24 ноября 1988 г. в честь подполковника Петра Васильевича Рубана (1950—1984), командира авиационной эскадрильи, погибшего в Афганистане (ранее с 1961 г. проживал в Запорожье). Полное название — ул. им. Рубана П. В.;
- ул. Василия Стуса — названа в честь украинского поэта Василия Семёновича Стуса.[6] До 2016 г. — ул. Сапожникова (была названа 25 марта 1975 г. в честь Георгия Степановича Сапожникова (1896—1920), героя Гражданской войны, военного лётчика, принимавшего участие в боях против белогвардейцев и интервентов на Западном, Южном и Восточном фронтах, погибшего 8 сентября 1920 г. во время тренировочного полёта на военном параде в г. Александровске). Полное название — ул. Георгия Сапожникова;
- ул. Светлая — до 2016 г. Будённого (была названа Семёна Михайловича Будённого (1883—1973), маршала и трижды Героя Советского Союза), ранее также называлась ул. Горького[14];
- бульв. Строителей — названа 30 сентября 1983 г. Ранее — безымянная улица;
- ул. Хортицкое шоссе — названа 30 сентября 1983 г. Ранее — безымянная улица;
- ул. Энтузиастов;
- пр. Юбилейный — назван 5 марта 1970 г. Ранее — безымянный проспект;
- ул. 14-го Октября — названа 30 сентября 1983 г. в честь даты освобождения Запорожья 14 октября 1943 г. от немецких войск.